# Calendrier international féminin UCI 2022
Le calendrier international féminin UCI 2022 regroupe les compétitions féminines de cyclisme sur route organisées sous le règlement de l'Union cycliste internationale durant la saison 2022.
L'UCI World Tour féminin 2022 est présenté séparément. Les critériums ne sont pas notés.

## Calendrier des épreuves
| Calendrier UCI     | Calendrier UCI | Calendrier UCI                                  | Calendrier UCI | Calendrier UCI                                                  | Calendrier UCI |
| Date               | Pays           | Course                                          | Classe         | Vainqueur                                                       |                |
| ------------------ | -------------- | ----------------------------------------------- | -------------- | --------------------------------------------------------------- | -------------- |
| 6 fév.             | Turquie        | Grand Prix Manavgat Side (Women)                | 1.2            | Alina Moiseeva (Lokosphinx)                                     |                |
| 6 fév.             | Espagne        | Tour de la Communauté valencienne               | 1.1            | Marta Bastianelli (UAE Team ADQ)                                |                |
| 17 – 20 fév.       | Espagne        | Semaine cycliste valencienne                    | 2.1            | Annemiek van Vleuten (Movistar Team)                            |                |
| 19 fév.            | Turquie        | Grand Prix Velo Alanya                          | 1.2            | Viktoriia Yaroshenko (Lviv Cycling Team)                        |                |
| 20 fév.            | Turquie        | Grand Prix Justiniano Hotels (women)            | 1.2            | Alina Moiseeva (Lokosphinx)                                     |                |
| 26 fév.            | Belgique       | Circuit Het Nieuwsblad                          | 1.Pro          | Annemiek van Vleuten (Movistar Team)                            |                |
| 27 fév.            | Belgique       | Omloop van het Hageland                         | 1.1            | Marta Bastianelli (UAE Team ADQ)                                |                |
| 1 mars             | Belgique       | Le Samyn des Dames                              | 1.1            | Emma Norsgaard (Movistar Team)                                  |                |
| 3 – 5 mars         | Pays-Bas       | Bloeizone Fryslân Tour                          | 2.1            | Ellen van Dijk (Trek-Segafredo)                                 |                |
| 5 mars             | Turquie        | Grand Prix Gazipaşa                             | 1.2            | Olga Shekel (A.R. Monex Women's)                                |                |
| 6 mars             | Turquie        | Grand Prix Mediterrennean                       | 1.2            | Yanina Kuskova (Tashkent City Women Professional Cycling Team)  |                |
| 6 mars             | Italie         | Trofeo Oro in Euro                              | 1.2            | Sofia Bertizzolo (UAE Team ADQ)                                 |                |
| 9 mars             | Belgique       | GP Oetingen                                     | 1.1            | Lorena Wiebes (Team DSM)                                        |                |
| 11 mars            | Pays-Bas       | Drentse 8                                       | 1.2            | Christine Majerus (SD Worx)                                     |                |
| 16 mars            | Belgique       | Nokere Koerse                                   | 1.Pro          | Lorena Wiebes (Team DSM)                                        |                |
| 30 mars            | Belgique       | À travers les Flandres                          | 1.Pro          | Chiara Consonni (Valcar-Travel & Service)                       |                |
| 6 avr.             | Belgique       | Grand Prix de l'Escaut                          | 1.1            | Lorena Wiebes (Team DSM)                                        |                |
| 8 – 10 avr.        | Thaïlande      | Tour de Thaïlande                               | 2.1            | Phetdarin Somrat (Thailand Women's cycling team)                |                |
| 13 avr.            | Belgique       | Flèche brabançonne                              | 1.Pro          | Demi Vollering (SD Worx)                                        |                |
| 17 avr.            | France         | Grand Prix de Chambéry                          | 1.1            | Brodie Chapman (FDJ-Nouvelle Aquitaine-Futuroscope)             |                |
| 18 avr.            | Belgique       | Ronde de Mouscron                               | 1.1            | Thalita de Jong (Jegg-de Jonge Renner)                          |                |
| 23 avr.            | Pays-Bas       | Circuit de Borsele                              | 1.1            | Maaike Boogaard (UAE Team ADQ)                                  |                |
| 25 avr.            | Italie         | GP Liberazione                                  | 1.2            | Silvia Persico (Valcar-Travel & Service)                        |                |
| 27 avr. – 1 mai    | États-Unis     | Tour of the Gila                                | 2.2            | Lauren De Crescenzo (DNA Pro Cycling)                           |                |
| 28 avr. – 1 mai    | Tchéquie       | Gracia Orlová                                   | 2.2            | Agnieszka Skalniak-Sójka (Atom Deweloper-Posciellux.pl-Wrocław) |                |
| 29 avr. – 1 mai    | Luxembourg     | Festival Elsy Jacobs                            | 2.Pro          | Marta Bastianelli (UAE Team ADQ)                                |                |
| 30 avr.            | Belgique       | Circuit de la vallée de la Lys                  | 1.2            | Femke Markus (Parkhotel Valkenburg)                             |                |
| 3 – 7 mai          | France         | Tour de Bretagne                                | 2.1            | Vittoria Guazzini (FDJ-Nouvelle Aquitaine-Futuroscope)          |                |
| 3 – 5 mai          | Espagne        | Tour d'Andalousie                               | 2.1            | Arlenis Sierra (Movistar Team)                                  |                |
| 7 mai              | Belgique       | Grand Prix Eco-Struct                           | 1.1            | Charlotte Kool (Team DSM)                                       |                |
| 8 mai              | Espagne        | Gran Premio Ciudad de Eibar                     | 1.1            | Olivia Baril (Valcar-Travel & Service)                          |                |
| 10 mai             | Espagne        | Emakumeen Nafarroako Klasikoa                   | 1.1            | Sarah Gigante (Movistar Team)                                   |                |
| 11 mai             | Espagne        | Clasica Femenina Navarra                        | 1.1            | Veronica Ewers (EF Education-TIBCO-SVB)                         |                |
| 13 mai             | France         | La Classique Morbihan                           | 1.1            | Ántri Christofórou (Farto-BTC)                                  |                |
| 14 mai             | Pays-Bas       | Omloop der Kempen Ladies                        | 1.2            | Rachele Barbieri (Liv Racing Xstra)                             |                |
| 14 mai             | France         | Grand Prix de Plumelec-Morbihan                 | 1.1            | Ally Wollaston (AG Insurance NXTG)                              |                |
| 17 mai             | Espagne        | Durango-Durango Emakumeen Saria                 | 1.1            | Pauliena Rooijakkers (Canyon-SRAM Racing)                       |                |
| 19 – 22 mai        | États-Unis     | Joe Martin Stage Race                           | 2.2            | Emma Langley (EF Education-TIBCO-SVB)                           |                |
| 20 mai             | Pays-Bas       | Veenendaal Veenendaal Classic                   | 1.1            | Gladys Verhulst (Le Col-Wahoo)                                  |                |
| 21 mai             | Turquie        | Grand Prix Kayseri                              | 1.2            | annulé/abandonné                                                |                |
| 24 – 29 mai        | Allemagne      | Tour de Thuringe                                | 2.Pro          | Alexandra Manly (Team BikeExchange-Jayco)                       |                |
| 28 mai             | Ukraine        | Kyiv Cup Women                                  | 1.2            | annulé/abandonné                                                |                |
| 28 mai             | Turquie        | Grand Prix Erciyes féminin                      | 1.2            | annulé/abandonné                                                |                |
| 28 mai             | Estonie        | Tour d'Estonie                                  | 1.2            | Agnieszka Skalniak-Sójka (Atom Deweloper-Posciellux.pl-Wrocław) |                |
| 29 mai             | Ukraine        | Kyiv Green Race                                 | 1.2            | annulé/abandonné                                                |                |
| 4 – 5 juin         | Serbie         | Belgrade GP Woman Tour                          | 2.2            | annulé/abandonné                                                |                |
| 4 juin             | Pays-Bas       | Omloop van de IJsseldelta                       | 1.2            | annulé/abandonné                                                |                |
| 4 juin             | Turquie        | Grand Prix Velo Erciyes                         | 1.2            | annulé/abandonné                                                |                |
| 5 juin             | France         | Alpes Gresivaudan Classic                       | 1.2            | Évita Muzic (FDJ-Nouvelle Aquitaine-Futuroscope)                |                |
| 5 juin             | Italie         | Memorial Monica Bandini                         | 1.2            | Silvia Persico (Valcar-Travel & Service)                        |                |
| 5 juin             | Belgique       | Dwars door de Westhoek                          | 1.1            | Chiara Consonni (Valcar-Travel & Service)                       |                |
| 6 juin             | Belgique       | Grand Prix Mazda Schelkens                      | 1.2            | Danique Braam (Bingoal-Chevalmeire-Van Eyck Sport)              |                |
| 8 – 12 juin        | Guatemala      | Tour féminin du Guatemala                       | 2.2            | annulé/abandonné                                                |                |
| 12 juin            | Belgique       | Diamond Tour                                    | 1.1            | Chiara Consonni (Valcar-Travel & Service)                       |                |
| 14 juin            | France         | Mont Ventoux Dénivelé Challenges féminin        | 1.2            | Marta Cavalli (FDJ-Nouvelle Aquitaine-Futuroscope)              |                |
| 18 – 21 juin       | Suisse         | Tour de Suisse                                  | 2.Pro          | Lucinda Brand (Trek-Segafredo)                                  |                |
| 28 juin – 1 juill. | Belgique       | Tour de Belgique                                | 2.1            | Agnieszka Skalniak-Sójka (Atom Deweloper-Posciellux.pl-Wrocław) |                |
| 30 juin – 3 juill. | Tchéquie       | Tour de Feminin                                 | 2.2            | annulé/abandonné                                                |                |
| 8 juill.           | États-Unis     | Chrono Kristin Armstrong                        | 1.2            | annulé/abandonné                                                |                |
| 10 juill.          | Belgique       | Argenta Classic-2 Districtenpijl Ekeren-Deurne  | 1.1            | Daria Pikulik (Atom Deweloper-Posciellux.pl-Wrocław)            |                |
| 13 – 17 juill.     | Pays-Bas       | Baloise Ladies Tour                             | 2.1            | Ellen van Dijk (Trek-Segafredo)                                 |                |
| 14 – 17 juill.     | Costa Rica     | Tour du Costa Rica                              | 2.2            | Carolina Vargas (Colombie)                                      |                |
| 23 juill.          | Slovaquie      | Ladies Race Slovakia                            | 1.2            | Ricarda Bauernfeind (Canyon//SRAM Generation)                   |                |
| 24 juill.          | Hongrie        | Visegrad 4 Ladies Series - Hungary              | 1.2            | Silvia Zanardi (Bepink)                                         |                |
| 29 – 31 juill.     | Pologne        | Princess Anna Vasa Tour                         | 2.2            | Agnieszka Skalniak-Sójka (Atom Deweloper-Posciellux.pl-Wrocław) |                |
| 31 juill.          | Suisse         | Coupe d'Europe des Grimpeurs                    | 1.2            | annulé/abandonné                                                |                |
| 2 – 4 août         | Suède          | Tour d'Uppsala                                  | 2.1            | Nathalie Eklund (Massi Tactic)                                  |                |
| 5 – 7 août         | France         | Tour Féminin International des Pyrénées         | 2.1            | Kristabel Doebel-Hickok (EF Education-TIBCO-SVB)                |                |
| 9 – 14 août        | Colombie       | Tour de Colombie                                | 2.2            | Diana Peñuela (DNA Pro Cycling)                                 |                |
| 13 août            | France         | La Périgord Ladies                              | 1.2            | Grace Brown (FDJ-Suez-Futuroscope)                              |                |
| 14 août            | France         | La Picto-Charentaise                            | 1.2            | Marie Le Net (FDJ-Suez-Futuroscope)                             |                |
| 15 août            | Belgique       | Grand Prix Yvonne Reynders                      | 1.2            | annulé/abandonné                                                |                |
| 19 août            | Belgique       | Konvert Kortrijk Koerse                         | 1.1            | Julie De Wilde (Plantur-Pura)                                   |                |
| 21 août            | Belgique       | MerXem Classic                                  | 1.1            | Eleonora Gasparrini (Valcar-Travel & Service)                   |                |
| 25 août            | France         | Kreiz Breizh                                    | 1.1            | Emma Norsgaard (Movistar Team)                                  |                |
| 25 – 28 août       | Italie         | Tour de Toscane féminin-Mémorial Michela Fanini | 2.2            | Agnieszka Skalniak-Sójka (Atom Deweloper-Posciellux.pl-Wrocław) |                |
| 28 août            | France         | La Route des Géantes                            | 1.2            | annulé/abandonné                                                |                |
| 4 sept.            | Belgique       | Grand Prix Beerens                              | 1.1            | Marjolein van 't Geloof (Le Col-Wahoo)                          |                |
| 6 – 12 sept.       | France         | Tour de l'Ardèche                               | 2.1            | Antonia Niedermaier (Canyon//SRAM Generation)                   |                |
| 10 sept.           | France         | À travers les Hauts-de-France                   | 1.2            | Mischa Bredewold (Parkhotel Valkenburg)                         |                |
| 11 sept.           | France         | Grand Prix de Fourmies                          | 1.2            | Clara Copponi (FDJ-Suez-Futuroscope)                            |                |
| 14 sept.           | Belgique       | Grand Prix de Wallonie                          | 1.1            | Julie De Wilde (Plantur-Pura)                                   |                |
| 16 – 17 sept.      | Belgique       | Tour de la Semois                               | 2.2            | Maria Giulia Confalonieri (Ceratizit-WNT Pro Cycling)           |                |
| 18 sept.           | France         | Grand Prix d'Isbergues                          | 1.2            | Chiara Consonni (Valcar-Travel & Service)                       |                |
| 1 oct.             | Italie         | Tour d'Émilie                                   | 1.Pro          | Elisa Longo Borghini (Trek-Segafredo)                           |                |
| 4 – 8 oct.         | Syrie          | International Syrian Tour féminine              | 2.2            | annulé/abandonné                                                |                |
| 4 oct.             | Italie         | Trois vallées varésines                         | 1.1            | Elisa Longo Borghini (Trek-Segafredo)                           |                |
| 4 oct.             | Belgique       | Binche Chimay Binche pour Dames                 | 1.1            | Lorena Wiebes (Team DSM)                                        |                |
| 10 – 11 oct.       | Chine          | Tour du Wenzhou féminin                         | 2.2            | annulé/abandonné                                                |                |
| 16 oct.            | France         | Chrono des Nations-Les Herbiers-Vendée          | 1.1            | Ellen van Dijk (Trek-Segafredo)                                 |                |

## Classements
| #   | Cycliste              | Pays      | Points  |
| --- | --------------------- | --------- | ------- |
| 1.  | Annemiek van Vleuten  | Pays-Bas  | 4683    |
| 2.  | Lorena Wiebes         | Pays-Bas  | 3830    |
| 3.  | Elisa Longo Borghini  | Italie    | 3283,66 |
| 4.  | Lotte Kopecky         | Belgique  | 3169,17 |
| 5.  | Demi Vollering        | Pays-Bas  | 3166,17 |
| 6.  | Elisa Balsamo         | Italie    | 3024,33 |
| 7.  | Liane Lippert         | Allemagne | 2411    |
| 8.  | Silvia Persico        | Italie    | 2289    |
| 9.  | Cecilie Uttrup Ludwig | Danemark  | 2287    |
| 10. | Marta Cavalli         | Italie    | 2136    |

| #   | Équipe                | Pays                | Points   |
| --- | --------------------- | ------------------- | -------- |
| 1.  | SD Worx               | Pays-Bas            | 11629,01 |
| 2.  | Trek-Segafredo        | Grande-Bretagne     | 11277,65 |
| 3.  | DSM                   | Pays-Bas            | 10671,33 |
| 4.  | FDJ-Suez-Futuroscop   | France              | 9838,33  |
| 5.  | Movistar              | Espagne             | 9378,98  |
| 6.  | Canyon-SRAM Racing    | Allemagne           | 7111,67  |
| 7.  | UAE Team ADQ          | Émirats arabes unis | 6027     |
| 8.  | Valcar-Travel Service | Italie              | 5975     |
| 9.  | Jayco AlUla Women     | Australie           | 5298,69  |
| 10. | Jumbo-Visma Women     | Pays-Bas            | 4815,36  |

| \| Rang \| Pays \| Points \| \| ---- \| ---------- \| -------- \| \| 1er \| Pays-Bas \| 14447,84 \| \| 2e \| Italie \| 12551,99 \| \| 3e \| France \| 5507,33 \| \| 4e \| Belgique \| 5247,17 \| \| 5e \| Australie \| 4830,01 \| \| 6e \| Danemark \| 4252,32 \| \| 7e \| États-Unis \| 3953,34 \| \| 8e \| Allemagne \| 3846,67 \| \| 9e \| Pologne \| 3825,83 \| \| 10e \| Suisse \| 3250,67 \| |            |          |
| Rang | Pays       | Points   |
| 1er | Pays-Bas   | 14447,84 |
| 2e | Italie     | 12551,99 |
| 3e | France     | 5507,33  |
| 4e | Belgique   | 5247,17  |
| 5e | Australie  | 4830,01  |
| 6e | Danemark   | 4252,32  |
| 7e | États-Unis | 3953,34  |
| 8e | Allemagne  | 3846,67  |
| 9e | Pologne    | 3825,83  |
| 10e | Suisse     | 3250,67  |